# Carex borii
Carex borii är en halvgräsart som beskrevs av Ernest Nelmes. Carex borii ingår i släktet starrar, och familjen halvgräs. Inga underarter finns listade i Catalogue of Life.